# Chogpori

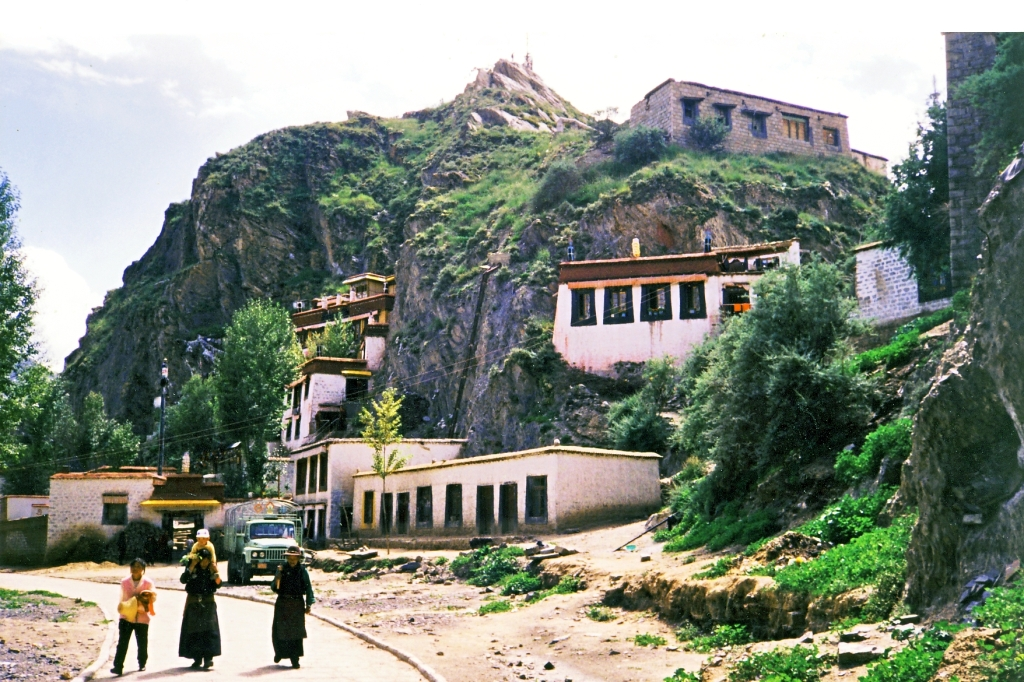
Chokpori (1993)

Chogpori, ook Chokpori, Chakpori, Chagpori, Chagpo Ri, letterlijk ijzeren berg is een heilige heuvel in Lhasa in Tibet. De heuvel ligt ten zuiden van het Potala-paleis en wordt gezien als een van de vier heilige bergen van Centraal Tibet.
Op deze heuvel was het in Tibet fameuze medische college Mentsikhang gebouwd dat was opgericht door Sanggye Gyatso in opdracht van de vijfde dalai lama Ngawang Lobsang Gyatso. De medische school, samen met de tempelhuizen en allerlei beelden werden in de tweede helft van de 20e eeuw verwoest.
Rond 2005 staan er op de heuvel verschillende radioantennes. Enkele gebouwen zijn herbouwd en er is een kleine tempel met gebedsmolens.
Volgens de traditie vertegenwoordigen de drie belangrijkste heuvels van Lhasa de drie grote beschermers van Tibet. Chogpori is hierin de zielberg (bla-ri) van Vajrapani, Pongwari die van Manjushri en Marpori, de heuvel waar het Potala op staat, vertegenwoordigt Chenresig, (Avalokitesvara in India).